# Geranium latilobum
Geranium latilobum är en näveväxtart som beskrevs av Harold Emery Moore. Geranium latilobum ingår i släktet nävor, och familjen näveväxter. Inga underarter finns listade i Catalogue of Life.